# مووخنیتسه
مووخنیتسه (به چکی: Mouchnice) یک منطقهٔ مسکونی در جمهوری چک است که در ناحیه هودونین واقع شده‌است. مووخنیتسه ۱۲٫۷۳ کیلومتر مربع مساحت و ۳۴۸ نفر جمعیت دارد و ۲۶۱ متر بالاتر از سطح دریا واقع شده‌است.